# Коженкова, Клавдия Игнатьевна
Клавдия Игнатьевна Коженкова (22 марта 1949, Зарасай) — советская гребчиха, серебряный призёр Олимпийских игр 1976 года в классе женских восьмёрок.

## Биография
На Олимпийских играх 1976 года в Монреале советская женская восьмёрка (Талалаева, Рощина, Коженкова, Зубко, Колкова, Тараканова, Розгон, Гузенко, рулевая Ольга Пуговская) заняли второе место.